# Natri thiopental
Natri thiopental, tên khác: Sodium Pentothal (một thương hiệu của Abbott Laboratories, tránh nhầm lẫn với pentobarbital), thiopental, thiopentone, or Trapanal (cũng là một thương hiệu), là một loại thuốc gây tê toàn thân barbiturat có thời gian tác dụng ngắn giải phóng nhanh chóng, tương tự như thiobarbital. Natri thiopental đã từng là một loại thuốc thiết yếu trong  Danh sách các thuốc thiết yếu của WHO, đó là danh sách các nhu cầu y tế tối thiểu cho một hệ thống chăm sóc sức khoẻ cơ bản, nhưng đã được thay thế bằng propofol. Mặc dù thiopental vẫn được liệt kê như là một sự thay thế chấp nhận được đối với propofol, tùy thuộc vào sự sẵn có tại chỗ của dược phẩm và chi phí của những chất này. Trước đây nó là thuốc đầu tiên trong ba loại thuốc được sử dụng trong hầu hết các lần tiêm thuốc độc ở Hoa Kỳ, nhưng nhà sản xuất tại Mỹ Hospira đã ngừng sản xuất thuốc trên và EU đã cấm xuất khẩu thuốc cho mục đích này.